# 西柏台
西柏台（にしかしわだい）は、千葉県柏市の地名。現行行政地名は西柏台一丁目および西柏台二丁目。郵便番号は277-0886。

## 地理
柏市西北部、流山市に突き出た突端部に位置する。西原出張所管内に属する。北は西原、東から南にかけて流山市美田、西は流山市東初石に隣接する。町域北縁は千葉県道47号守谷流山線で西原との間を画している。

### 地価
住宅地の地価は、2014年（平成26年）1月1日の公示地価によれば、西柏台一丁目4-8の地点で9万7200円/m2となっている。

## 歴史

### 沿革
- 1989年（昭和64年）1月1日 柏市十余二より分離、住居表示実施。

## 世帯数と人口
2017年（平成29年）10月31日現在の世帯数と人口は以下の通りである。
| 丁目         | 世帯数    | 人口    |
| ------------ | --------- | ------- |
| 西柏台一丁目 | 383世帯   | 825人   |
| 西柏台二丁目 | 769世帯   | 1,751人 |
| 計           | 1,152世帯 | 2,576人 |

## 小・中学校の学区
市立小・中学校に通う場合、学区は以下の通りとなる。
| 丁目         | 番地 | 小学校           | 中学校           |
| ------------ | ---- | ---------------- | ---------------- |
| 西柏台一丁目 | 全域 | 柏市立西原小学校 | 柏市立西原中学校 |
| 西柏台二丁目 | 全域 | 柏市立西原小学校 | 柏市立西原中学校 |

西柏台二丁目に「流山市立八木北小学校」があるが、流山市立小学校の為、通学は不可。

## 交通

### 鉄道
最寄駅は東武野田線初石駅である。徒歩10〜20分程度でアクセスできる。

### バス
つくばエクスプレス・東武野田線流山おおたかの森駅および、東武野田線江戸川台駅より、東武バスイーストの路線が運行されている。（西柏06系統）

### 道路
- 千葉県道47号守谷流山線

## 施設
- 流山市立八木北小学校 - 敷地の一部が当地内にある。
- 御立山ふるさとセンター